# Arcofacies fullawayi
Arcofacies fullawayi är en insektsart som beskrevs av Frederick Arthur Godfrey Muir 1915. Arcofacies fullawayi ingår i släktet Arcofacies och familjen sporrstritar. Inga underarter finns listade i Catalogue of Life.